# لودویک گوریرو
لودویک گوریرو (انگلیسی: Ludovic Guerriero؛ زادهٔ ۵ ژانویهٔ ۱۹۸۵) بازیکن فوتبال اهل فرانسه است.
از باشگاه‌هایی که در آن بازی کرده‌است می‌توان به باشگاه فوتبال نانسی، باشگاه فوتبال متس، باشگاه فوتبال پترولول پلویشت، و باشگاه فوتبال آژاکسیو اشاره کرد.